# Lasioglossum dynastes
Lasioglossum dynastes là một loài Hymenoptera trong họ Halictidae. Loài này được Bingham mô tả khoa học năm 1898.